# 鐘捲流
鐘捲流（かねまきりゅう、別名：外他流〈とだりゅう〉）は、流祖・鐘捲自斎が中条流を学んだ後に創始した武術の流儀。ただし現在確認されている鐘捲流の伝書では鐘捲自斎の次代が伊藤一刀斎となっているものもある。
剣術をはじめ、小太刀等の技術を伝えていた。前橋藩、新発田藩などで伝承されていた。
仙台藩の系統が「鐘捲流抜刀術」として現存し、日本古武道協会に属する抜刀術の一流派として岡山の地で保存・伝承されている。

## 歴史

### 仙台藩伝
元亀・天正年間（1570年〜1590年代初頭）に越前（福井）の剣豪・鐘捲自斎（生没年不詳）によって創始された流派で、出羽国米沢出身の中村某が道統を継承した。
慶長年間（1596年〜1615年）、中村家は仙台藩祖伊達政宗に迎えられて米沢から仙台に移住し、剣術指南役の傍ら歴代藩主の護衛などを任された。仙台藩の藩校・養賢堂の剣術師範などを務めた中村家七代・中村祥三（1831年生）の代に幕末を迎えた。
明治維新後も、仙台を離れ関東に移った中村家八代・中村虎造が東京・千住町に道場を開くなどして伝承は続いていたが、1945年（昭和20年）5月、中村家九代・鐘捲流第十代の中村圭吾は道統を星島弘道（鐘捲流第十一代）に託して満州へ出陣し、戦死した。
鐘捲流には組太刀三十五本、寝技（寝ているときに襲われた場合の技）五本、小太刀十五本、立技十五本が伝わっていたが、組太刀は一刀流に吸収され、寝技と小太刀は失伝し、立技十五本の抜刀術のみ残った。また、鐘捲流の伝書は預けていた菩提寺の火災によって焼失した。

## 系譜

### 仙台藩伝
- 流祖 鐘捲自斎
- 二代 中村某（出羽国米沢産）
- （三代 - 六代は不詳）
- 七代 中村荘之助
- 八代 中村祥三（1831年〈天保元年〉9月生[1]）
  - 仙台藩の藩校、養賢堂の剣術師範。墓所は仙台市宮城野区岩切の曹洞宗東光寺にある。
- 九代 中村虎造[3]（1866年〈慶応2年〉12月 - 1936年〈昭和11年〉6月[4]）
  - 中村祥三の息子。仙台の家督を弟に譲り、関東に出る。1899年（明治32年）、埼玉県で巡査となり、深谷署、鴻巣署、幸手署に計15年勤務し退官。埼玉では、埼玉県警の武術教授であった小野派一刀流（一刀流中西派）・高野佐三郎が師であり友人でもあった。1919年（大正8年）より東京・千住町役場で働く。1925年（大正14年）9月、58歳で千住町にて千寿武徳会を組織して会長となり、剣術師範として門下生を育てる。息子の圭吾は剣道の達人であり、ほかに洋服商に従事した息子が3人いた。[5][6]
- 十代 中村圭吾（1910年7月 - 1945年8月[1]）
  - 中村虎造の息子（五男[1]、また文献によっては長男[5]ともされる）。千住の道場で虎造の跡を継いで剣術師範を務め、一部の門人には鐘捲流も伝えた。1930年代後半に圭吾の道場の門人だった人物の記憶では、圭吾は中山博道から剣術を教わったという[6]。剣術のほか、三心流鎖鎌術（鐘捲自斎を祖とするとされる[7]）、槍術、捕縄術、手裏剣術、棒術、杖術などにも通じていた。[8]
- 十一代 星島弘道（ほししま ひろみち、1917年2月21日生[9]）
  - 岡山県児島郡藤戸町（現・倉敷市藤戸町）に生まれる。星島家は土地の名家であり、祖父の星島寛（ゆたか）、父の星島昂一は藤戸村（藤戸町）の村長・町長を務めた。また叔父（父の実弟）に、実業家・政治家で1926年に日本初の民間天文台「倉敷天文台」を設立した原澄治がいる。戦後に吉田茂内閣の商工大臣や国務大臣、サンフランシスコ講和会議全権委員や衆議院議長を務めた星島二郎は遠縁にあたる。[10]
  - 1940年、早稲田大学政経学部卒業。小学生時代から剣道を始めていたが、1943年5月、26歳のときに満洲の武道会の公開演武で中村圭吾の抜刀術に魅了され入門。以来、満洲・新京（長春）にあった中村圭吾宅に2年間毎日早朝に通い、抜刀術の稽古を受けた[8]。戦後はシベリア抑留を経て1949年12月に復員し、1950年より岡山電気軌道に奉職。1961年、鐘捲流抜刀術の保存振興のために門弟をとって稽古を始める。門弟の数は1980年代末までで延べ約40名を数えた[1]。1988年度、日本古武道協会より古武道功労者表彰。
- 十二代 楢原正士